# Association sportive de Villeurbanne Éveil lyonnais
L'Association sportive de Villeurbanne Éveil lyonnais (ou ASVEL) est un club omnisports français basé à Villeurbanne (Rhône). Il compte une dizaine de sections, dont la plus prestigieuse est celle de basket-ball, l'ASVEL Lyon-Villeurbanne, vingt fois championne de France. Encore à ce jour c'est un club actif qui regroupe toutes les catégories.

## Historique
Le club est fondé en 1948 par la fusion de l'Association sportive de Villeurbanne, affiliée à la Fédération sportive et gymnique du travail, et de l'Éveil Lyonnais, patronage affilié à la Fédération sportive de France dont l'ASVEL a été champion fédéral de 1949 à 1959 (sauf 1951 et 1958) laissant ensuite le champ libre à l'Alsace de Bagnolet de 1960 à 1970.

## Sections
- Athlétisme
- Boule lyonnaise
- Basketball : voir ASVEL Lyon-Villeurbanne
- Football
- Hockey sur gazon
- Judo
- Lutte
- Pelote Basque :
- Rugby à XV : voir ASVEL rugby
- Ski et sports de montagne
- Triathlon
- Volley-ball